# David Ludwig Bloch
David Bloch, nome completo David Ludwig Bloch (Floß, 25 marzo 1910 – New York, 16 settembre 2002), è stato un litografo e pittore tedesco.

## Biografia
Bloch nasce come il figlio del mercante Simon Bloch e sua moglie Selma. Poche settimane dopo la nascita di suo padre, sua madre morì poco dopo il 1911. Bloch è stato accolto dai parenti. Attraverso una malattia, la meningite, divenne sordo fin da bambino. A cinque anni si trasferì a Monaco di Baviera, al Taubstummenanstalt. In seguito, Bloch frequentò una scuola privata per sordi a Jena.
Nel 1925 iniziò l'apprendistato come pittore di porcellana, e perse il lavoro nel 1934 a causa della Grande depressione, in uno studio presso la Scuola Statale di Belle Arti di Monaco di Baviera. Durante questo tempo, Bloch partecipò a mostre della Federazione culturale ebraico in Baviera. Dopo aver dovuto lasciare la scuola a causa di problemi economici, Bloch trovò impiego come disegnatore grafico e decoratore presso il negozio di Sallinger di Straubing. Dopo la chiusura del grande magazzino Bloch era di nuovo disoccupato. Dagli studi a Monaco di Baviera fu espulso a causa della legge razziale del 1936, in quanto era ebreo. Durante i giorni di pogrom Bloch fu arrestato e per quattro settimane fu internato  al campo di concentramento di Dachau. Dopo la sua liberazione da Dachau Bloch ottenne un lavoro presso il maestro pittore Heinz Voges a Monaco di Baviera.
Il 3 aprile 1940 emigrò a Shanghai, in Cina. Bloch sposò una sorda cinese, Lilly Cheng Disiu. Durante questo periodo, tra le altre xilografie e acquerelli, con sei cicli pubblicati con 60 o più xilografie ricevette una grande attenzione nei circoli artistici cinesi. Nelle opere si concentrò sulle condizioni di vita delle classi inferiori del popolo cinese.
Nel 1949 si trasferì a New York, dove lavorò 26 anni come artista litografo. Disegnò l'intero servizio di porcellana da tavola della Casa Bianca durante la presidenza di Nixon. Per la prima volta dal 1940 nel 1976 compì un viaggio in Germania Ovest. Dopo questo viaggio, fece nuovi disegni in memoria dell'Olocausto.
Due anni dopo la sua morte ha ricevuto dalla sua città natale a Floß un premio onorario.

## Opere artistiche
- La Cina
- Yin Yang
- Il mendicante
- Il risciò
- Bambini
- Le miniature